# Bellona (Kolbe)

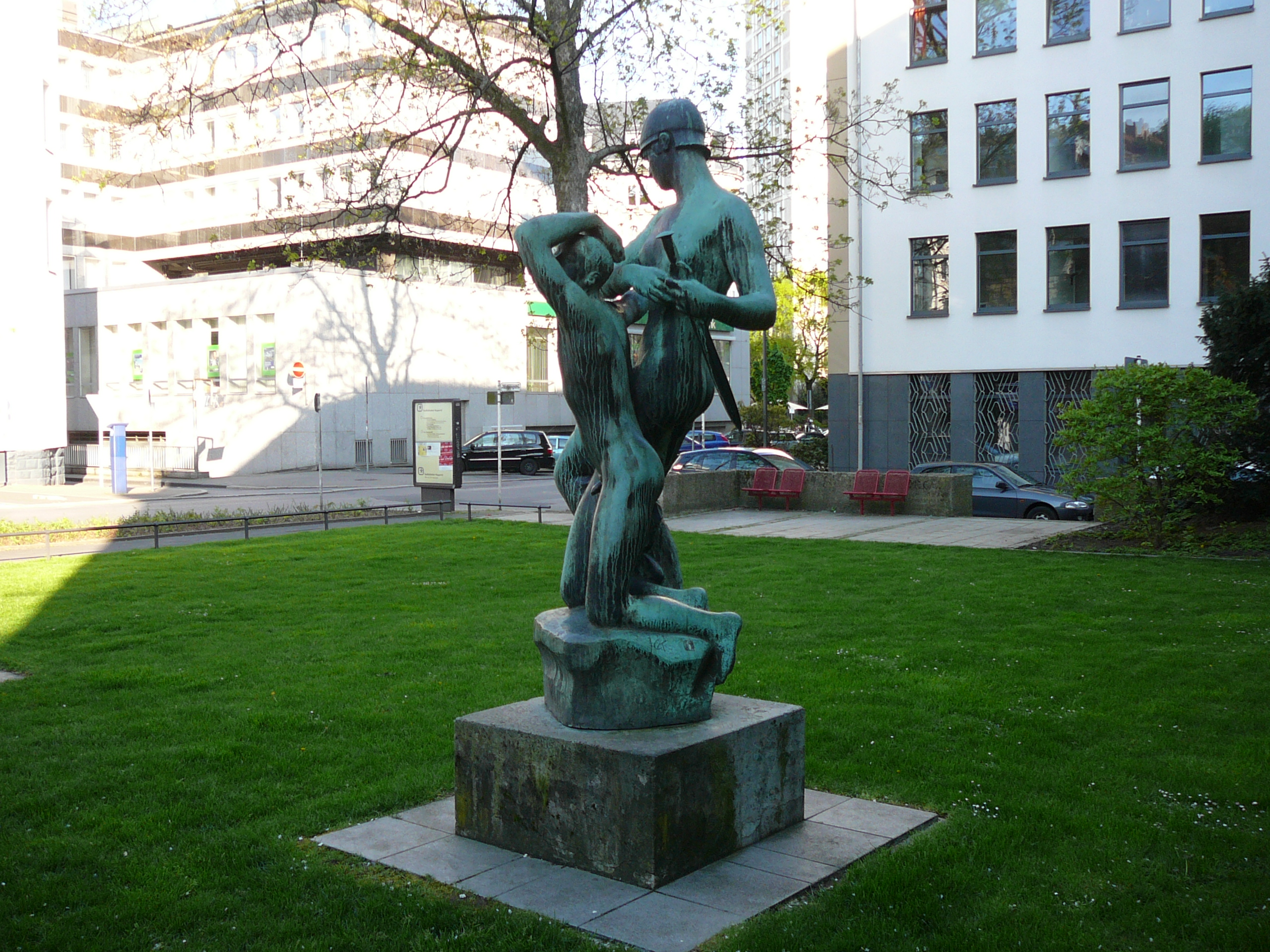
Figurengruppe Bellona von Georg Kolbe im Kasinogarten

Bellona ist ein Standbild aus Bronze, das zwischen 1914 und 1922 von dem Bildhauer Georg Kolbe entworfen und umgesetzt wurde.

## Geschichte

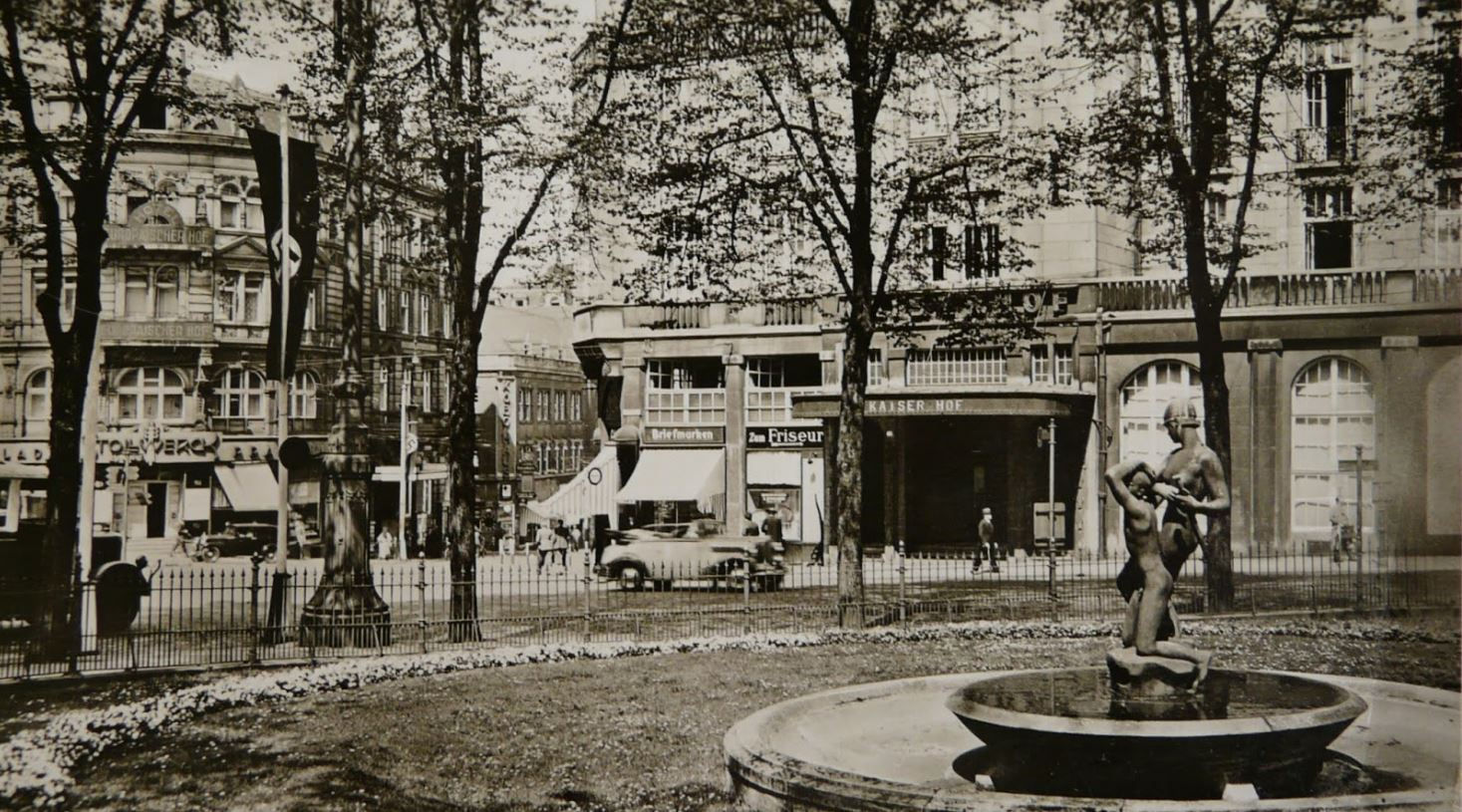
Elberfelder Brunnen auf dem Bahnhofsvorplatz, zwischen 1933 und 1943. In der Häuserspalte ist im Hintergrund das Köbo-Haus mit dem Schwebebahnhof Döppersberg zu sehen.

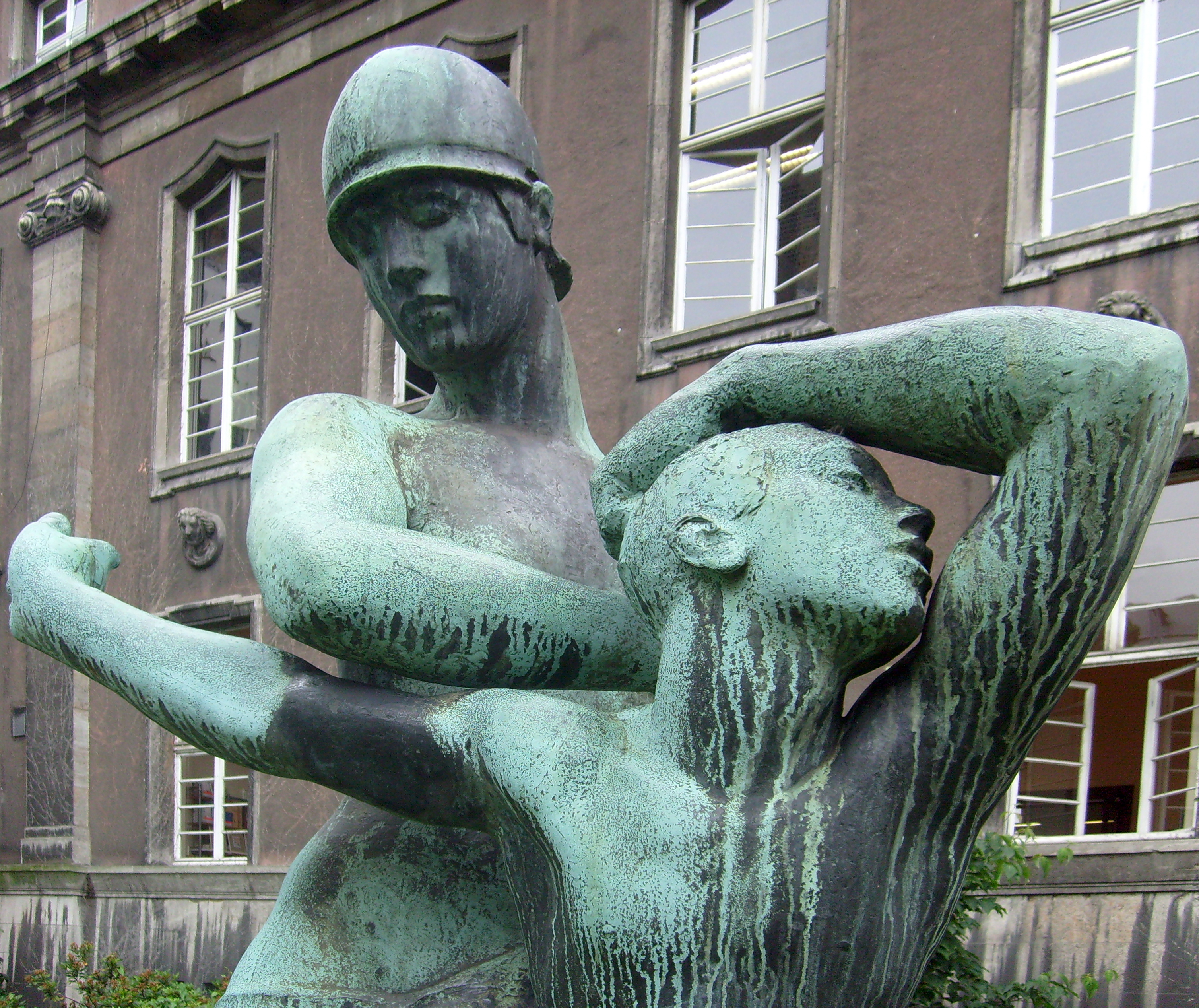
Nahansicht des Standbilds

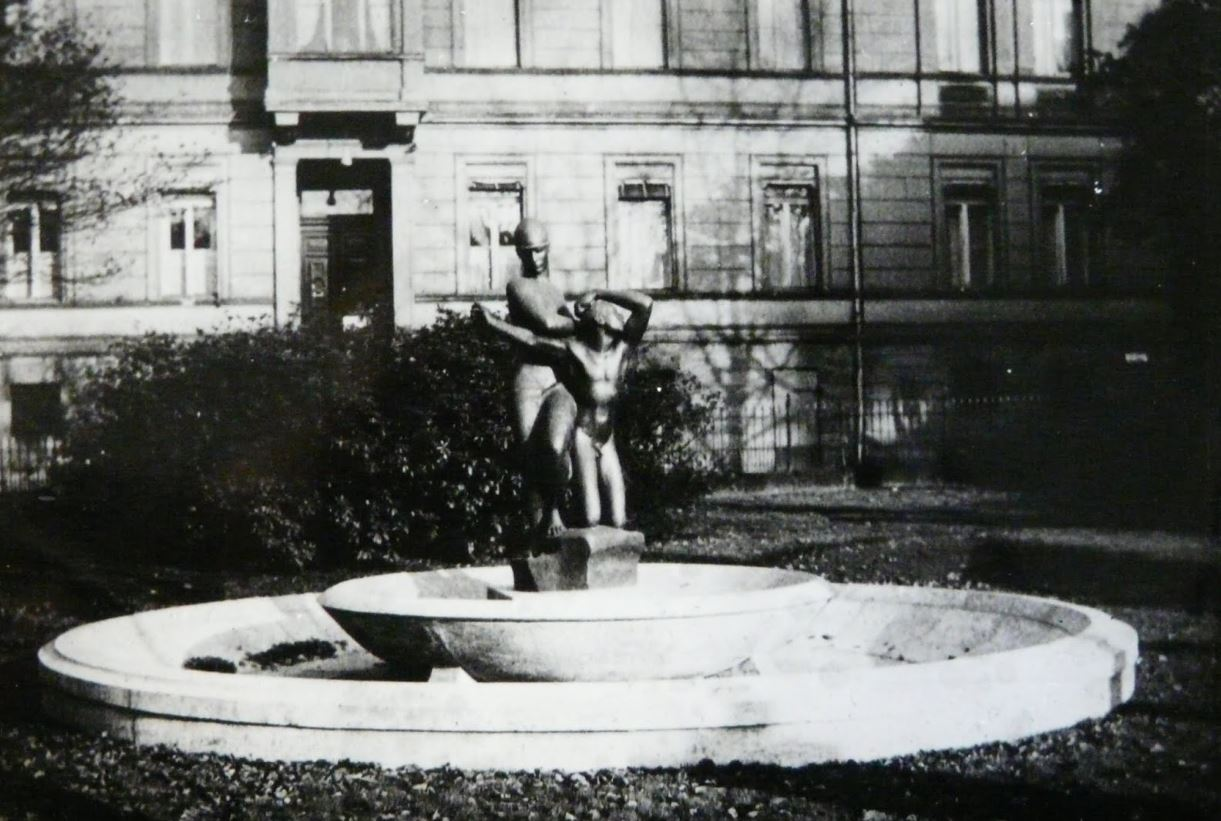
Andere Ansicht, Aufnahme zwischen 1922 und 1943. Im Hintergrund ist das Wohnhaus des Eisenbahndirektionspräsidenten am Döppersberg zu sehen.

Die Doppelfigur aus Bronze wurde 1914–1917 von dem Bildhauer Georg Kolbe entworfen. Bellona, die Kriegsgöttin der römischen Religion, reicht in dem Standbild einem erwachenden Krieger das Schwert. Die Bronzefigur wurde im September 1922 als Teil eines Brunnens mit einem Rundbecken und einer flachen Schale aus Kalkstein in einer kleinen Grünanlage aufgestellt, die vor dem Wohnhaus des Präsidenten der Eisenbahndirektion Elberfeld lag. Die Villa mit der Adresse Döppersberg 35 und 35A bestand bis zu ihrer Zerstörung durch die Luftangriffe auf Elberfeld 1943 an der östlichen Seite des Bahnhofsvorplatzes.
Das Ensemble Kolbes trug den Namen Elberfelder Brunnen; sein Entwurf war als Gewinner aus einem Wettbewerb für einen geplanten Brunnen hervorgegangen. Jedoch änderten sich die Größe, Form und Ikonografie des Brunnens noch mehrfach. Kriegs- und wirtschaftsbedingt verzögerten sich Guss und Aufstellung noch bis 1922. Die Gesamtkosten lagen bei 47.000 Mark.
1949 wurden Schale und Skulptur an den heutigen Standort auf die Rasenfläche des Kasinogartens versetzt, die Schale später jedoch zugunsten eines kubischen Sockels wieder entfernt.